# Rèquiem (Mozart)
La Missa de Rèquiem en re menor (K.626) de Wolfgang Amadeus Mozart va ser composta el 1791. Va ser l'última composició de Mozart i potser una de les seves obres més reconegudes i amb més força, no només pel que fa a la música, sinó també pel debat sobre com una part de l'obra musical es va completar després de la seva mort, i com va ser composta pel seu amic i alumne Franz Xaver Süßmayr.
Mozart mai va saber qui li encarregava la Missa de Difunts a través d'un misteriós emissari. Ara se sap que no fou ni Salieri ni altres rivals, sinó el comte Walsseg-Stuppach, amb la intenció de fer-lo passar com a obra pròpia i dedicar-la a la mort de la seva difunta esposa. En qualsevol cas, l'obra es convertí en el cant del cigne del compositor, i quedà inacabada.
L'obra està escrita per a soprano, contralt, tenor i baix solistes i cor, i orquestra composta per dos corni di bassetto (instrument molt apreciat per Mozart al llarg de la seva carrera), dos fagots, dues trompetes, tres trombons, timbales, violins, viola i baix continu (violoncel, contrabaix i orgue). En el moment de la mort de Mozart, el 5 de desembre de 1791, només tenia complet el moviment inicial (Rèquiem aeternam) en tota la part orquestral i vocal. La següent, el Kyrie (una doble fuga), i la major part de la seqüència (des de Dies Irae fins a Confutatis) estava completa només en la part vocal i el continu (el xifrat de l'orgue), encara que ocasionalment, algunes de les parts orquestrals prominents havien estat breument indicades, com la part del violí del Confutatis i els ponts musicals en el Recordare. L'últim moviment de la seqüència, Lacrimosa, va quedar incompleta després de vuit compassos (Judicandus Homo reus). Els següents dos moviments de l'Ofertori igualment eren parcials (el Domine Jesu Christe en les parts vocals i el baix continu i l'Hostias en la part vocal).
El 1960 es va descobrir un esbós de la fuga Amen, que conclouria la seqüència posterior a la Lacrimosa.
Mozart va rebre un encàrrec anònim d'escriure el Rèquiem, amb la meitat del pagament per avançat. Joseph von Eybler va ser un dels primers compositors que va tractar de completar l'obra, treballant-hi des del Dies Irae fins a Lacrimosa, però es va veure incapaç de completar la resta.
L'encàrrec va ser atorgat a un altre jove compositor, Franz Xaver Süßmayr, qui va utilitzar aspectes treballats per Eybler en la compleció de l'obra. Süßmayr va afegir la seva pròpia orquestració en els moviments del Dies Irae en endavant, va completar la Lacrimosa, i hi afegí alguns nous moviments que una obra de Rèquiem normalment incorpora: Sanctus, Benedictus i Agnus Dei. Afegí una secció final, Lux aeterna per adaptar dos moviments que Mozart havia escrit amb diferents paraules, que finalitzaven la missa de Rèquiem. El fet que l'obra acabi amb una recapitulació del primer moviment és una mostra de les característiques de la forma sonata. Mozart no és l'únic compositor que fa això, posteriorment, molts rèquiems repetien el primer moviment al final.
L'obra completa, inicialment escrita per Mozart però acabada per Süßmayr, va ser enviada al comte Walsegg, datada el 1792.
L'obra es va estrenar a Viena el 2 de gener de 1793 en un concert en benefici de la vídua del músic austríac. El 14 de desembre de 1793 es va tornar a interpretar, durant la missa que commemorava la mort de la dona de Walsegg.

## Estructura
I.Introitus (Introit):
- Réquiem æternam (Dona'ls el descans etern, Senyor)

II.Kyrie (Senyor, tingues Pietat)
III.Sequentia (Seqüència)
- Dies iræ (Dia d'ira)
- Tuba mirum (Magnífic so de trompeta)
- Rex tremendæ maiestatis (Rei de tremenda majestat)
- Recordare, Iesu pie (Recorda, Jesús pietós)
- Confutatis maledictis (Confosos siguin els maleïts)
- Lacrimosa (Dia de llàgrimes)

IV.Offertorium (Ofertori)
- Domine Iesu Christe (Senyor Jesucrist)
- Hostias et preces (Sacrificis i Pregàries)

V.Sanctus (Sant, Sant, Sant)
VI.Benedictus (Beneït)
VII.Agnus Dei (Anyell de Déu)
VIII.Communio (Comunió)
- Lux æterna (Llum Eterna)

## Instrumentació
El Rèquiem en re menor KV 626, l'última obra de Wolfgang Amadeus Mozart, va ser compost per a orquestra simfònica, cor i veus solistes (soprano, contralt, tenor i baix).
Els instruments per als quals va ser compost el Rèquiem responen a l'esquema típic d'una orquestra simfònica de finals del segle xviii, però una mica més reduïda. En l'obra intervenen:
- Violins primers (uns 10 intèrprets).
- Violins segons (uns 8 intèrprets).
- Violes (uns 6 intèrprets).
- Violoncel (uns 4 intèrprets).
- Contrabaixos (uns 2 intèrprets).
- Clarinets (2 intèrprets).
- Fagots (2 intèrprets).
- Trompetes (2 intèrprets)
- Trombons (3 intèrprets).
- Timbal (1 intèrpret).
- Orgue

## Mites que envolten el Rèquiem

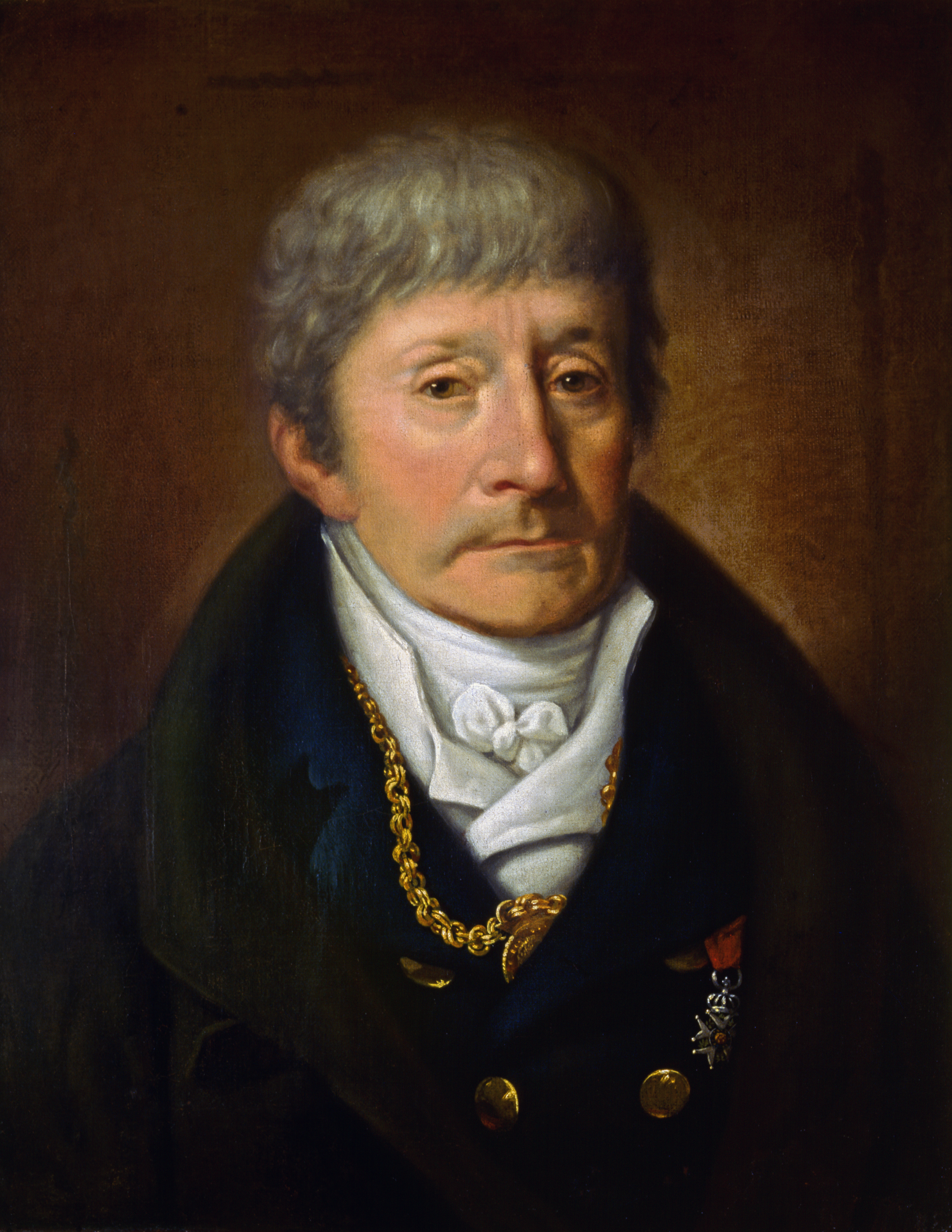
Retrat de l'italià Antonio Salieri.
El mite diu equivocadament que va ajudar a Mozart a completar l'obra

Malgrat que va ser aclamat i reconegut, el Rèquiem és potser una de les més misterioses peces compostes per Mozart, al voltant del qual giren moltes llegendes (en gran part gràcies a la pel·lícula Amadeus). Aquests mites són els següents:
1. Un estrany missatger va encarregar el Rèquiem per tocar-lo en el mateix funeral de Mozart. En realitat: va ser finançada pel comte Franz von Walsegg-Stuppach. Ell va fer servir un missatger, i sembla que aquest volgué utilitzar l'obra. És possible que el Comte pagués a Mozart més diners per permetre que la seva música fos utilitzada per a això.
2. Antonio Salieri va ajudar a completar el Rèquiem en el llit de mort de Mozart. En realitat: va ser completat per Süssmayr. No hi ha res que faci pensar que va ser completat per Salieri.
3. Mozart va treballar activament en el Rèquiem fins al moment de la seva mort. En realitat: en els últims dies de la seva vida, la salut de Mozart va empitjorar (les seves mans estaven inflades) per a poder treballar. El Rèquiem va ser cantat per a ell un dels seus últims dies (suposadament el Lacrimosa el va fer plorar), i hi ha un informe de Mozart del final de la seva vida en què expressa les parts de les timbales, però la visió de la pel·lícula Amadeus no és exacta.
4. El Rèquiem es va tocar en el funeral de Mozart. En realitat: Mozart va tenir un petit funeral el 6 de desembre de 1791 i va ser enterrat en una fosa sense marcar. El llibretista i un amic de Mozart van organitzar una cerimònia el 10 de desembre de 1791, on algun dels moviments complets va ser modificat. No se sap quina música es va tocar aquell dia.
5. Tot el que ve després de Lacrimosa va ser compost per Süssmayr. En realitat: encara que el Lacrimosa quedés inconclús després de 8 compassos, el vocal i el continu del Domine Jesu i les parts vocals de l'Hostias són obra de Mozart. La complexitat del Domine Jesu, amb un ús freqüent del contrapunt i les tres fugues seria improbable que fossin obra de Süssmayr, tenint en compte també la naturalesa de la fuga del Hosana que va compondre ell.
6. Mozart va donar instruccions a Süssmayr sobre com completar el Rèquiem. En realitat: no és clar el que realment va dir Mozart a Süssmayr sobre el Rèquiem. Alguns erudits creuen que quan Mozart va deixar de treballar en el Rèquiem encara tenia bona salut i no s'esperava la mort i quan la va veure a prop, va ser massa tard. Altres creuen que Mozart i Süssmayr van mantenir converses sobre el Rèquiem abans de la mort del compositor.

## Discografia
Una selecció de les gravacions, ordenades alfabèticament pel nom del director:
- Claudio Abbado: director de l'Orquestra Filharmònica de Berlín. Registrat el 1999 i distribuït el 1999 per Deutsche Grammophon.
- Frieder Bernius: director del Conjunt Barroc de Stuttgart. Registrat el 2000 i distribuït el 2002 per Carus-verlag.
- Leonard Bernstein: director de la Ràdio Simfonia Orquestra bavaresa. Registrat el 1986 i distribuït el 1989 per Deutsche Grammophon.
- Karl Böhm: director de l'Orquestra Filharmònica de Viena. Registrat el 1971 i distribuït el 1983 per Deutsche Grammophon.
- Sergiu Celibidache: director de l'Orquestra Filharmònica de Múnic. Registrat el 1995 i distribuït el 2004 per EMI Classics.
- John Eliot Gardiner: director de English Baroque Soloists. Distribuït el 1990 per Philips.
- Nikolaus Harnoncourt: director de Concentus Musicus de Viena. Registrat el 2003 i distribuït el 2004 per Deutsche Harmonia Mundi.
- Philippe Herreweghe: director de l'Orquestra dels Camps Elisis. Registrat el 1994 i distribuït el 1997 per Harmonia Mundi.
- Christopher Hogwood: director de Academy of Ancient Music Chorus & Orchestra, i del cor de nois de la Catedral de Westminster. Registrat el 1983 i distribuït el 1984 per Editions de l'Oiseau-Lyre.
- Ton Koopman: director de l'Orquestra Barroca d'Amsterdam. Registrat el 1989 i distribuït el 1990 per Erato-Disques.
- Zdenek Kosler: director de l'Orquestra Filharmònica d'Eslovàquia. Registrat el 1985 i distribuït el 1986 per OPUS.
- Sir Neville Marriner: director de l'Acadèmia de St. Martin in the Fields. Registrat el 1990 i distribuït el 1991 per Philips.
- Riccardo Muti: director de l'Orquestra Filharmònica de Berlín. Registrat el 1987 i distribuït el 1987 per EMI Classics. Guardonat amb un "Timbre de Platine".
- Peter Schreier: director de l'Orquestra de l'Estat de Dresden. Registrat el 1987 i distribuït el 1990 per Philips.
- Helmuth Rilling: director del Bach-Collegium Stuttgart. Distribuït el 2000 per Hanssler Classic.
- Robert Shaw: director de l'Orquestra Simfònica d'Atlanta. Registrat el 1986 i distribuït el 1990 per Telarc.
- Jos van Veldhoven: director de The Netherlands Bach Society. Registrat el 2001 i distribuït el 2002 per Channel Classics.
- Bruno Walter: director de l'Orquestra Filharmònica de Viena. Registrat el 1956 i distribuït el 1996 per Orfeo.
- Arturo Toscanini: director de l'Orquestra Simfònica de la NBC. Registrat el 1950 i distribuït el 1992 per RCA.